# Pedro Alcántara de Somellera
Pedro Alcántara de Somellera (18 de octubre de 1774 – íd., 6 de agosto de 1854) fue un jurisconsulto y político argentino. Fue diputado por la Provincia de Buenos Aires al Congreso General Constituyente de 1824 a 1827, y por tanto, uno de los firmantes de la Constitución Argentina de 1826. Fue presidente de la Academia de Jurisprudencia de Buenos Aires entre 1827 y 1828.

## Biografía
Hijo de Andrés Somellera del Cerro, y de Josefa Gutiérrez, nació en San Pedro, jurisdicción de la provincia de Buenos Aires. Su padre fue Contador y Ordenador de Cuentas del Tribunal de Lima y luego se desempeñó con el mismo cargo en el Río de la Plata. Cursó estudios universitarios en Universidad Real de Córdoba del Tucumán en cuyo colegio figuró como pupilo. El 9 de octubre de 1797 fue el primero que obtuvo el doctorado en Derecho Civil en esa universidad. Se casó el 27 de diciembre de 1803 con Telésfora Pinazo.
Durante la segunda invasión inglesa, participó como soldado en la acción de Miserere y luego en el ataque dirigido contra el Convento de Santo Domingo.

## Teniente Letrado y Asesor en la provincia del Paraguay
Para ocupar el cargo nuevamente vacante de Teniente Letrado y Asesor en la provincia del Paraguay, el virrey Liniers nombró interinamente  al doctor Somellera. Una demostración de las dificultades crónicas para cubrir la doble función de ese cargo fue que Somellera lo ejerció como interino desde julio de 1807 hasta mayo de 1811. 
Como miembro destacado del grupo partidario de la unión con Buenos Aires y que habían trabajado durante un año  para deponer a Velasco, a la mañana del 15 de mayo de 1811, Somellera aconsejó a los oficiales que envíen un parte a Buenos Aires dando cuenta de los sucesos. Este oficio, que semejaba a la comunicación entre el subordinado y su superior, implicaba un tácito reconocimiento de la junta de Buenos Aires.  El parte lo debía llevar hasta Corrientes el naviero José de María a quien Somellera había salvado de caer preso. Horas más tarde, cuando todo estaba listo, llegó el doctor Francia y frenó la iniciativa de Somellera diciendo: "Si tal cosa se hace sería dar el mayor alegrón a los orgullosos porteños. Nada de  eso".
Una de las primeras medidas que se tomaron al incorporarse los dos consocios al gobierno de Velasco fue eliminar el cargo de Teniente Letrado y Asesor y separar la función de "asesor" del de "secretario".  Somellera fue desplazado y el doctor Francia, en su calidad de "consocio decano", se hizo cargo de la función de "asesor". El 16 de junio se dispuso la prisión de Somellera acusado de "porteñista". Tres meses después, ante la noticia del arribo de la misión diplomática de Manuel Belgrano y Vicente Anastasio Echevarría a Asunción, fue liberado y embarcado en un lanchón río abajo con su mujer y cuatro hijos. Llegó a Buenos Aires, el 4 de noviembre de 1811.

## Actividad en el Cabildo y el Poder Judicial
Fue designado Defensor de Pobres y Menores por la Real Audiencia de Buenos Aires, ejerciendo ese cargo hasta junio de 1806.  
Durante los años 1812 y 1813 se desempeñó como alcalde de primer voto del cabildo de Buenos Aires. El 4 de noviembre de 1812 se lo designó para integrar la Comisión redactora de uno de los proyectos constitucionales del Año XIII, conjuntamente con Luis José de Chorroarín, Valentín Gómez, Manuel José García, Nicolás Herrera y Pedro José Agrelo. Se le atribuye una actuación descollante en la redacción de la parte referente al Poder Judicial. En 1814 fue designado secretario y asesor de gobierno en la Banda Oriental; al año siguiente, auditor de guerra, asesor de la Comandancia de Matrículas y asesor de la Comandancia General de Marina, cargos que desempeñó en forma simultánea, con el sueldo de uno de ellos únicamente. En ese mismo año, se lo nombró Defensor del Juzgado de Pertenencias Extrañas.
El gobierno lo envió a Santa Fe como asesor del general Juan José Viamonte, Jefe del Ejército de Observación.
En febrero de 1818 fue designado juez de Alzada de la Provincia de Buenos Aires, desempeñando las asesorías de Marina y Matrícula. El 15 de mayo de 1818, Pueyrredón lo designó, conjuntamente con los doctores Bartolomé Tollo y José Francisco Acosta, para que integrara la comisión que debía o no confirmar la sentencia del 6 de abril del mismo año de otra comisión integrada ad-hoc para resolver el juicio de residencia en el que estaba involucrado Cornelio Saavedra. En esta oportunidad Somellera se excusó y fue reemplazado por el doctor Juan Bautista Villegas.
Los sucesos de 1820 determinaron su cese en tales funciones. El 13 de enero de 1821 fue nombrado Auditor de Guerra del Ejército de Buenos Aires —junto a Miguel Mariano de Villegas— y al que se agregó luego el de Marina.

## Actividad docente
Al instalarse la Universidad de Buenos Aires le fue confiada la cátedra de Derecho Civil, nombrándosele el 6 de abril de 1822. Introdujo en los estudios jurídicos el utilitarismo de Jeremías Bentham, en el que se inició por sugestión de Bernardino Rivadavia. La utilización del principio de utilidad de Bentham por parte de Somellera generó una reacción no solo jurídica y filosófica sino política. El 22 de octubre de 1829 surgió una polémica entre el doctor Agustín Jerónimo Ruano, defensor de la postura de Somellera, y un escritor anónimo que se hacía llamar "Scholasticus". Posteriormente Manuel Quiroga de la Rosa y Alberdi impugnaron la teoría de Bentham y su enseñanza en la universidad. Alberdi llegó a sostener que una de las causas de la fractura política que aquejaba al país se debía a las "doctrinas egoístas" de Helvecio y Bentham. Somellera también recibió críticas al contenido de su enseñanza de Derecho Civil en el Uruguay. Sarmiento, en su libro Civilización y barbarie, mencionó la anécdota entre un profesor de la universidad de Córdoba y un joven estudiante de Buenos Aires donde se compara el tamaño del libro "en doceavo" o de bolsillo de Bentham que se usa en la enseñanza del derecho en Buenos Aires, y que el profesor cordobés llama irónicamente "bentancito", contra los 17 volúmenes en folio (34 cm de alto) del cardenal de Luca que se usan en Córdoba. Con esas doctrinas que trataban de dar una base filosófica al Derecho, escribió en 1824 el primer tomo de sus Principios de Derecho Civil, de acuerdo a las lecciones que dictaba desde la cátedra. 
Enseñó por espacio de varios años con método y disciplina con los que logró formar abogados con sólida cultura. Regenteó la cátedra hasta 1828, en que tuvo que abandonar el cargo por su mal estado de salud. En ese lapso la cátedra la desempeñó el doctor Florencio Varela y luego Celedonio Roig de la Torre. Cabe señalar que Somellera había redactado el Proyecto de Código Mercantil de 1824.
Se retiró de la cátedra en 1830, emigrando a Montevideo. Al crearse en 1836 la Casa de Estudios Generales en Montevideo fue nombrado profesor de Derecho Civil, reglamentando la enseñanza y sentando las bases de los estudios de Derecho en el Uruguay el 1 de marzo de 1836.
En 1837, las cámaras legislativas sancionaron una importante ley suya, sobre herencias legítimas y derechos sucesorios de los cónyuges. Dictó la segunda parte de sus Principios de Derecho Civil, referente a los Delitos, que se publicó en folleto en Montevideo, en 1848. Aparte de ejercer la profesión, al inaugurarse la Universidad, en 1849, reanudó las clases de Derecho privado con su método tradicional. Su enseñanza duró poco tiempo, pues el 27 de junio de 1850, el gobierno aceptaba su renuncia.

## Últimos años
De regreso a Buenos Aires, publicó el 11 de febrero de 1851, una Impugnación —escrita el año anterior— al presidente del Paraguay, Carlos Antonio López, sobre los pretendidos títulos y derechos de este país a los territorios de la margen izquierda del río Paraná. Era una interesante memoria, que mereció una reimpresión en Corrientes, en 1855.
Suscribió en octubre de 1851 una nota con otros jurisconsultos argentinos donde reiteraban los ofrecimientos 

de sus vidas, haberes, fama y porvenir, para que V. E. Jefe Supremo de la Confederación, disponga de ellos en bien de la Patria, de su honra y libertad.

 Se trataba de una nota en la que abundaban los elogios a Juan Manuel de Rosas y no estaba exenta de servilismo, lo cual llama la atención debido a que uno de sus hijos, Antonio, había participado en la conspiración contra Rosas de junio de 1839, y había sido perseguido y flagelado por fuerzas rosistas y el otro, Andrés Somellera, había luchado en el Sitio de Montevideo contra el ejército rosista. 
Sus restos yacen en el Cementerio de la Recoleta, en un sepulcro que fue declarado Monumento Histórico por decreto 15090/51.